# Looking Back (Zachary Richard)
| Recensione | Giudizio |
| ---------- | -------- |
| AllMusic   |          |

Looking Back è un doppio album raccolta di Zachary Richard, pubblicato dalla Arzéd Records nel 1987.

## Tracce
Lato A
1. Madeline – 3:15 (Adam Herbert) – Tratto dall'album Bayou des mystères
2. Le Stomp de Bosco – 4:06 (Brano tradizionale, arrangiamenti Zachary Richard) – Tratto dall'album Bayou des mystères
3. Travailler c'est trop dur – 2:58 (Brano tradizionale, arrangiamenti Zachary Richard) – Tratto dall'album Mardi Gras
4. Ma Louisianne – 2:52 (Zachary Richard) – Tratto dall'album Mardi Gras
5. Flammes d'enfer – 2:58 (Brano tradizionale, arrangiamenti Zachary Richard) – Tratto dall'album Allons danser

Lato B
1. Rèveille – 4:04 (Zachary Richard) – Tratto dall'album Bayou des mystères
2. La chanson des Mardi Gras – 5:12 (Brano tradizionale, arrangiamenti Zachary Richard) – Tratto dall'album Mardi Gras
3. La ballade de Jackie Vautour – 6:19 (Zachary Richard) – Tratto dall'album Migration

Lato C
1. A la radio – 4:30 (Mike Binet, Sonny Landreth, Zachary Richard, Shelton Sonier) – Tratto dall'album Vent d'Été
2. Dear Darling – 3:18 (Zachary Richard) – Brano inedito
3. Mes souliers rouges – 4:02 (Zachary Richard) – Tratto dall'album Live in Montreal
4. Les ailes des hirondelles – 4:37 (Zachary Richard) – Tratto dall'album Live in Montreal

Lato D
1. Zack Attack Rap – 2:52 (Zachary Richard) – Brano inedito
2. Do the Zydeco – 2:57 (Zachary Richard) – Brano inedito[2]
3. Zydeco Party – 3:35 (Zachary Richard) – Tratto dall'album Zack Attack
4. La berceuse crèole – 4:08 (Zachary Richard) – Tratto dall'album Migration
5. Con todo de meus coraçao – 2:25 (Zachary Richard) – Tratto dall'album Vent d'Été

Edizione CD del 2002, pubblicato dalla RZ Records
1. Madeleine – 3:15 (Adam Herbert)
2. Le stomp de Bosco – 4:06 (Brano tradizionale, arrangiamenti Zachary Richard)
3. Traveiller, c'est trop dur – 2:58 (Brano tradizionale, arrangiamenti Zachary Richard)
4. Ma Louisiane – 2:52 (Zachary Richard)
5. Flammes d'enfer – 2:58 (Brano tradizionale, arrangiamenti Zachary Richard)
6. Reveille – 4:04 (Zachary Richard)
7. La chanson de Mardi Gras – 5:12 (Brano tradizionale, arrangiamenti Zachary Richard)
8. La ballade de Jacky Vautour – 6:19 (Zachary Richard)
9. A la radio – 4:30 (Mike Binet, Sonny Landreth, Zachary Richard, Shelton Sonier)
10. Dear darling – 3:18 (Zachary Richard)
11. Mes souliers rouges – 4:02 (Zachary Richard)
12. Les ailes des hirondelles – 4:37 (Zachary Richard)
13. Zack attack rap – 2:52 (Zachary Richard) – brano inedito
14. Fou, fou, fou – 3:30 (Zachary Richard) – brano inedito
15. Ma Nanette – 3:35 (Zachary Richard) – brano inedito
16. La berçeuse créole – 4:08 (Zachary Richard)
17. Con todo de meus coraçao – 2:25 (Zachary Richard)

## Musicisti
- Zachary richard  - accordion, chitarra, pianoforte, armonica, voce